# Kunskapsföretag
Ett kunskapsföretag är ett företag där produktionen är icke standardiserad, kreativ, individberoende och komplext problemlösande. Därmed skiljer sig kunskapsföretag från andra tjänsteföretag och industriföretag där verksamheten kan standardiseras. 
Typiska kunskapsföretag är konsultföretag, advokatfirmor samt reklam- och revisionsbyråer. Dessa företag säljer sin specifika kunskap och är beroende av personalens kompetens och kreativitet. Den värdefullaste tillgången i kunskapsföretaget är därför det som kallas humankapital, det vill säga de mänskliga resurserna i form av individernas förmåga, kunskap, skicklighet och erfarenhet. Enligt den traditionella synen kännetecknas ett kunskapsföretag av att tjänsten levereras av en specialist, har karaktären av rådgivning och är inriktad på problemlösning. Specialisten är etablerad på marknaden som till exempel ”arkitekt” eller ”konsult”. Tjänsten består av ett uppdrag som säljaren utför åt köparen.
Niklas Hill introducerar i sin bok Kunskapsföretagaren – starta och utveckla en kreativ verksamhet en delvis ny syn på kunskapsföretag. Enligt Hill baserar många kunskapsföretag sin verksamhet på kompetens som inte passar in i traditionella mallar. Här gäller det alltså att ta fram nyskapande affärsmodeller för att kunna paketera denna kunskap.